# Xã South Annville, Quận Lebanon, Pennsylvania
Xã South Annville (tiếng Anh: South Annville Township) là một xã thuộc quận Lebanon, tiểu bang Pennsylvania, Hoa Kỳ. Năm 2010, dân số của xã này là 2.850 người.